# Pato Branco (gemeente)
Pato Branco is een stad en gemeente in Brazilië. Ze ligt in de staat Paraná. De stad telt ongeveer 80.000 inwoners (2016) en heeft een oppervlakte van 537,8 km². Pato Branco betekent letterlijk vertaald Witte Eend.
Pato Branco werd gesticht in 1942, het kreeg de status 'stad' in 1952. De stad ligt 760m boven de zeespiegel en heeft een subtropisch klimaat. De warmste maand is januari met een gemiddelde temperatuur van 22,5° C.
Roberto Viganó, van de Partido Democrático Trabalhista, is sinds 2005 burgemeester van Pato Branco.

## Verkeer en vervoer
De plaats ligt aan de wegen BR-158, BR-280, BR-480, PR-280 en PR-493.

## Geboren in Pato Branco
- Rogério Ceni (1973), voetbaltrainer en voormalig voetballer
- Alexandre Pato (1989), voetballer